# 松潘蒲儿根
松潘蒲儿根（学名：Sinosenecio sungpanensis）是菊科蒲儿根属的植物，为中国的特有植物。分布在中国大陆的四川等地，生长于海拔4,000米至4,280米的地区，见于高山草地，目前尚未由人工引种栽培。